# Tamási Áron

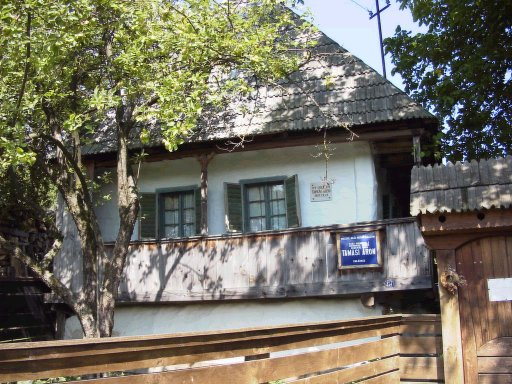
Tamási Áron szülőháza

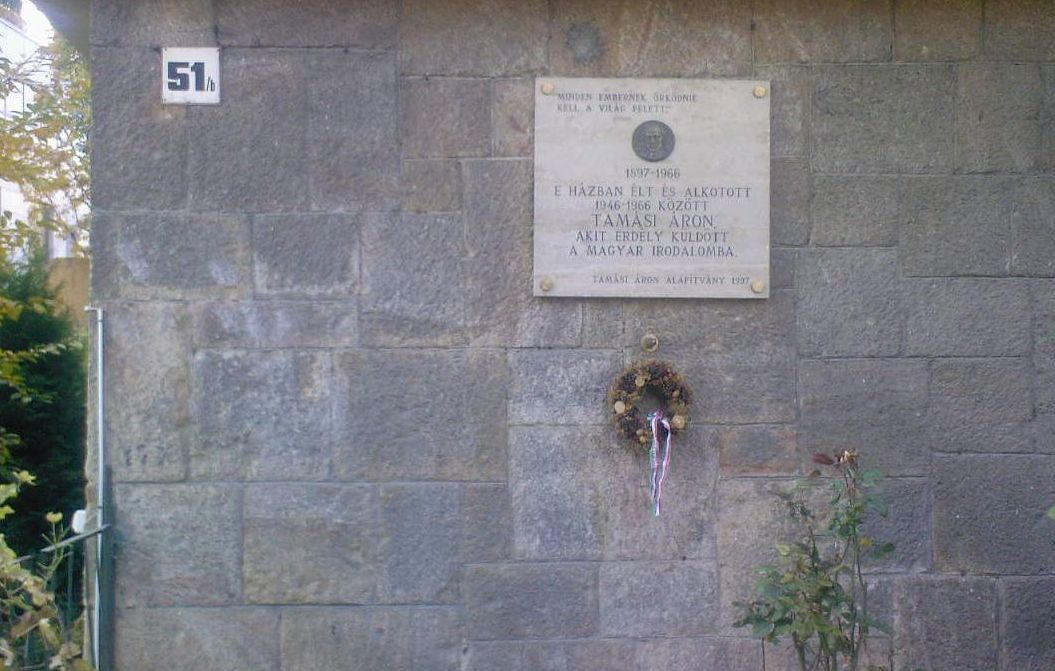
Életének utolsó két évtizedében a Németvölgyben, a XII. kerület Alkotás utca 51/b-ben – a nagy hírű budai gyár a MOM közvetlen szomszédságában – élt. Emléktábla a ház falán

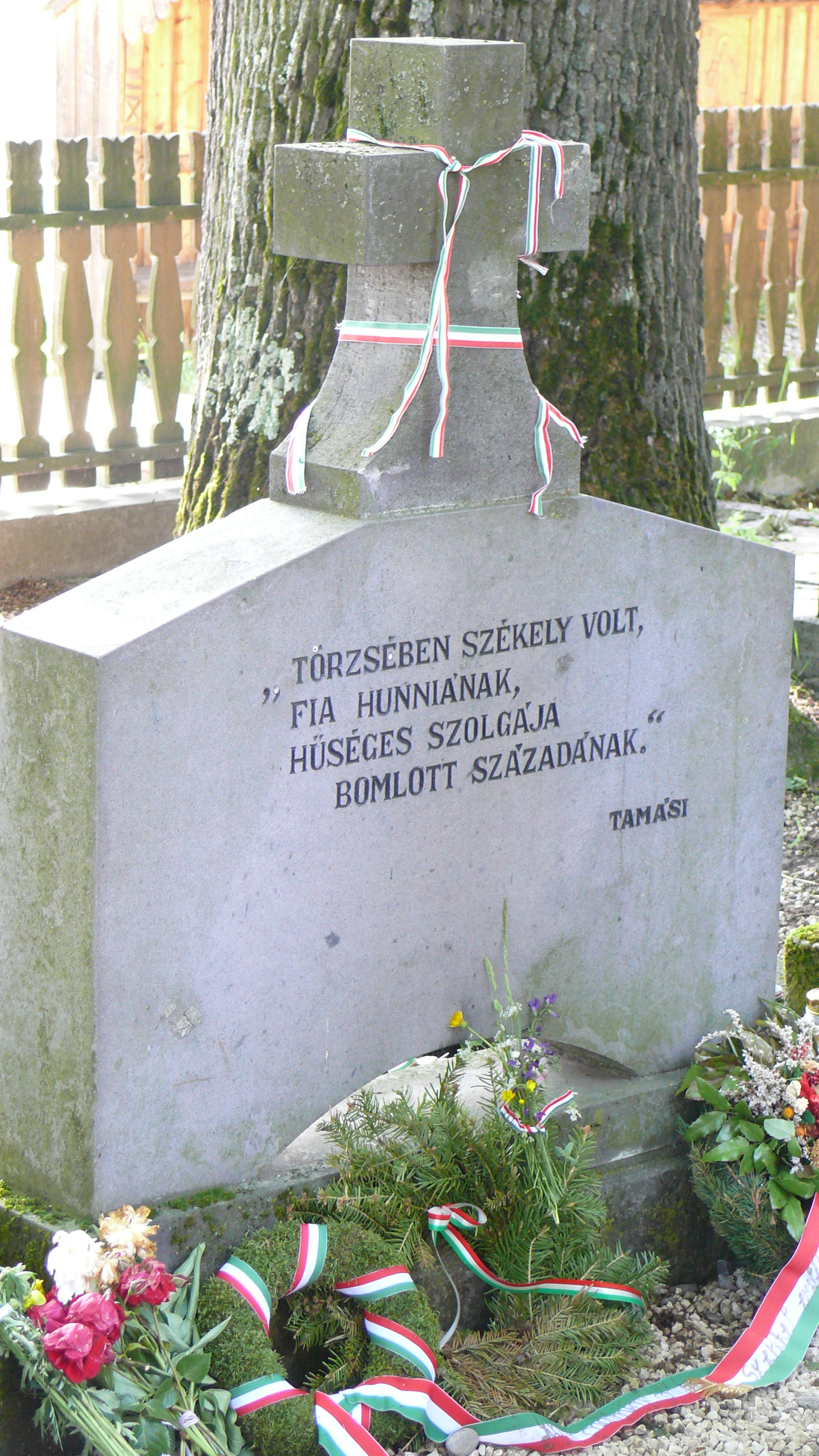
Tamási Áron sírköve Farkaslakán

Tamási Áron (született: Tamás János, Farkaslaka, 1897. szeptember 19. – Budapest, 1966. május 26.) Kossuth-díjas székely magyar író, a Magyar Tudományos Akadémia levelező tagja. Leggyakrabban az ún. népi írók közé sorolják. Testvére Tamási Gáspár erdélyi magyar népi emlékíró.

## Élete
Tamási Áron kisbirtokos, sokgyermekes, szegény székely földművescsalád gyermekeként született 1897. szeptember 19-én Farkaslakán. Apja Tamás Dénes, földműves, anyja Fancsali Márta. Kilencéves korában pisztollyal ellőtte a bal hüvelykujját, ezért a szülők úgy határoztak, hogy taníttatni fogják, mert nem lesz képes elvégezni a gazdasági munkát. 1904-től Farkaslakán járt elemi iskolába. 1910-től a székelyudvarhelyi római katolikus főgimnázium tanulója (amelyet az 1989-es fordulat után róla neveznek majd el). 1916-ban behívták katonának. 1917-ben hadiérettségit tett Gyulafehérváron, majd 1918-ban karpaszományos őrvezetőként az olasz frontra került.
Ki akart törni az elődök paraszti életformájából, méghozzá nem is a szellemi élet, hanem a városi-polgári életforma felé. Ezért 1918. november 18-án megkezdte jogi tanulmányait a kolozsvári egyetemen, majd 1921-ben, miután diplomát szerzett, a Kereskedelmi Akadémián tanult tovább, ahol 1922-ben kapott diplomát. Nevét is ekkoriban változtatta meg Tamás Jánosról Tamási Áronra. Tanulmányai befejeztével banktisztviselőként helyezkedett el előbb Kolozsváron, majd Brassóban.
Az első világháború után családjával együtt a Romániához csatolt Erdélyben maradt, majd 1923 júliusában, huszonhat éves korában kivándorolt az Amerikai Egyesült Államokba, ahol volt alkalmi munkás, majd banktisztviselő is, noha írói karrierje épp ekkoriban kezdett beindulni, Szász Tamás, a pogány című novellájával ekkor nyerte meg a Keleti Újság novellapályázatát. A székely népballadák, népdalok és népi mókák ihlették azokat a novellákat, amelyekből első kötete, a Lélekindulás összeállt. Amerikából küldte haza a kéziratot a kolozsvári kiadóhoz, ahol 1925-ben megjelent. A műre a romániai magyar és a magyarországi irodalom is azonnal felfigyelt. 1923–1925 között New Yorkban élt, majd rövid ideig a Chicago melletti Garyben, és végül a nyugat-virginiai Welchben. Innen települt haza Kolozsvárra 1926 májusában, hogy azt követően rövid időn belül szűkebb hazájában, de Magyarországon is az egyik legnépszerűbb író váljék belőle.
A két háború között gyors egymást követően jelentek meg novelláskötetei, regényei is, közülük is az elsők között A szűzmáriás királyfi, amelyet javarészt még Amerikában írt, de csak hazatelepülése után fejezett be. Ezután jött a Címeresek, amelyekben az erdélyi világ feszültségeit rajzolta meg, majd fő műve, az Ábel-trilógia. Előbb az Ábel a rengetegben, majd folytatásai: Ábel az országban és Ábel Amerikában, melyek tartalmát javarészt saját életéből merítette.
1926-tól 1944-ig Kolozsvárott élt, ahol az Az Ujság és az Ellenzék munkatársa volt. 1926-ban feleségül vette Haliker Erzsébetet, gyermekük nem született. Az Erdélyi Helikon alapító tagja lett, 1933 májusától külön rovata volt a Brassói Lapokban „Tiszta beszéd” címmel. 1935-ben részt vett az Új Szellemi Front kísérletében. 1936-ban cikksorozatában (Cselekvő ifjúság) az „erdélyi gondolatot” igyekezett megújítani. 1937 októberében a népfrontos vásárhelyi találkozó elnöke volt. Ezen időszaka alatt többször is kitüntették a Baumgarten-díjjal (1929, 1930, 1933, 1943), valamint 1940-ben átvehette a Corvin-koszorút is.
1940-ben a második bécsi döntéssel Kolozsvár, illetve Tamási Áron szűkebb otthona is visszakerült Magyarországhoz, amitől kezdve az erdélyi mellett a magyarországi irodalmi életben is aktívan részt vett. 1942 novemberében felszólalt a lillafüredi írótalálkozón. 1943-tól 1949-ig a Magyar Tudományos Akadémia levelező tagja volt. 1944 augusztusában az Erdélyi Magyar Tanács tagjaként a háborúból való kilépést szorgalmazta. 1944-ben feleségével Budapestre költöztek, ahol Bajor Gizi házában vészelték át Budapest ostromát.
A második világháború után (melyben tartalékosként szolgált, ténylegesen azonban sohasem hívták be) Magyarországon maradt, az 1945-ös választás után pedig egyike lett annak a tíz (később tizenkét) kiemelkedő közéleti személyiségnek, akiket az alakuló Nemzetgyűlés külön törvény alapján meghívott képviselőnek az Országgyűlésbe. A felkérést elfogadta, egyidejűleg a Nemzeti Parasztpárt színeiben a fővárosi törvényhatósági bizottság tagja is lett. Képviselősége alatt kétszer is felajánlották neki a vallás- és közoktatásügyi tárcát, de mindkét alkalommal elutasította azt. Mandátuma lejárta után, mivel a törvényt, ami alapján behívták, eltörölték és az 1947-es választáson nem indult, politikai karrierje be is fejeződött. A Parasztpárton belül mindvégig Kovács Imre irányvonalával szimpatizált.
1949 és 1953 között kiszorították az irodalmi életből, egyúttal akadémiai levelező tagságától is megfosztották; akkoriban leginkább jeleneteket, bábjátékokat, verses önéletrajzot írt. A Sztálin halála utáni enyhülés jegyében 1954-től a Hazafias Népfront Országos Tanácsának tagja lett, és megjelenhettek cikkei, elbeszélései is, valamint kitüntették a Kossuth-díjjal is. 1956 szeptemberétől 1957 áprilisáig a Magyar Írók Szövetségének társelnöke volt.
1956. október 31-én a Petőfi Párt Irányító Testületének tagjává választották. Tamási fogalmazta a december 28-án, az írószövetség közgyűlésén felolvasott Gond és hitvallás című nyilatkozatát. 1963-tól az Országos Béketanács elnökségi tagja volt.
Tamási Áron 1966. május 26-án hunyt el Budapesten. Kívánságára szülőfalujában, Farkaslakán temették el. Ott látható a sírja a templomkertben; sírkövén ez a felirat olvasható:
„Törzsében székely volt, fia Hunniának
Hűséges szolgája bomlott századának.”
A Digitális Irodalmi Akadémia posztumusz tagja.

## Művei

### 1944-ig
- Szász Tamás, a pogány – Kolozsvár, 1922 – novella
- Ördögváltozás Csíkban – 1923 – novella
- Ősvigasztalás; USA, 1924 – dráma
- Lélekindulás; Fraternitas, Cluj-Kolozsvár, 1925
- Ábel az országban; Erdélyi Szépmíves Céh, Kolozsvár, 1926 (Az Erdélyi Szépmíves Céh jubileumi díszkiadása)
- Szűzmáriás királyfi, 1-2.; Erdélyi Szépmíves Céh, Cluj-Kolozsvár, 1928
- Hajnali madár; Athenaeum, Bp., 1929 (Erdélyi írók művei)
- Erdélyi csillagok. Elbeszélések; Minerva, Cluj-Kolozsvár, 1929 (Pásztortűz könyvtár)
- Címeresek. Regény; szerzői, Kolozsvár, 1931
- Helytelen világ. Novellák; Concordia Ny., Kolozsvár, 1931 (Az Erdélyi Szépmíves Céh könyvei)
- Ábel a rengetegben Online hozzáférés. Regény; Erdélyi Szépmíves Céh, Kolozsvár, 1932 (Erdélyi Szépmíves Céh kiadványa VI. sorozat)
- Ábel az országban Online hozzáférés. Regény; Erdélyi Szépmíves Céh, Kolozsvár, 1933 (Erdélyi Szépmíves Céh VII.)
- Ábel Amerikában Online hozzáférés. Regény; Révai, Bp., 1934
- Énekes madár Online hozzáférés. Székely népi játék; Kazinczy, Tornalja, 1934 (a kék madár vonulathoz kapcsolódik).
- Rügyek és reménység; SZEFHE, Bp., 1935 (A SZEFHE könyvek SZEFHE magyar regényei)
- Jégtörő Mátyás Online hozzáférés. Regény; Erdélyi Szépmíves Céh, Kolozsvár, 1935 (Erdélyi Szépmíves Céh. kiadványa IX. sorozat)
- Tündöklő Jeromos – Kolozsvár, 1936 – színmű
- Magyar sorskérdések. Egy erdélyi író gondolatai; szerzői, Kecskemét, 1937
- Ragyog egy csillag; Erdélyi Szépmíves Céh, Kolozsvár, 1937
- Virágveszedelem; Révai, Bp., 1938
- Szülőföldem; Révai, Bp., 1939
- Három játék; Erdélyi Szépmíves Céh, Kolozsvár, 1941 (Erdélyi Szépmíves Céh kiadványa XII. sorozat)
- Magyari rózsafa. Regény; Révai, Bp., 1941
- Erdélyi jelentés a magyar szellem küzködéseiről; s.n., Bp., 1941

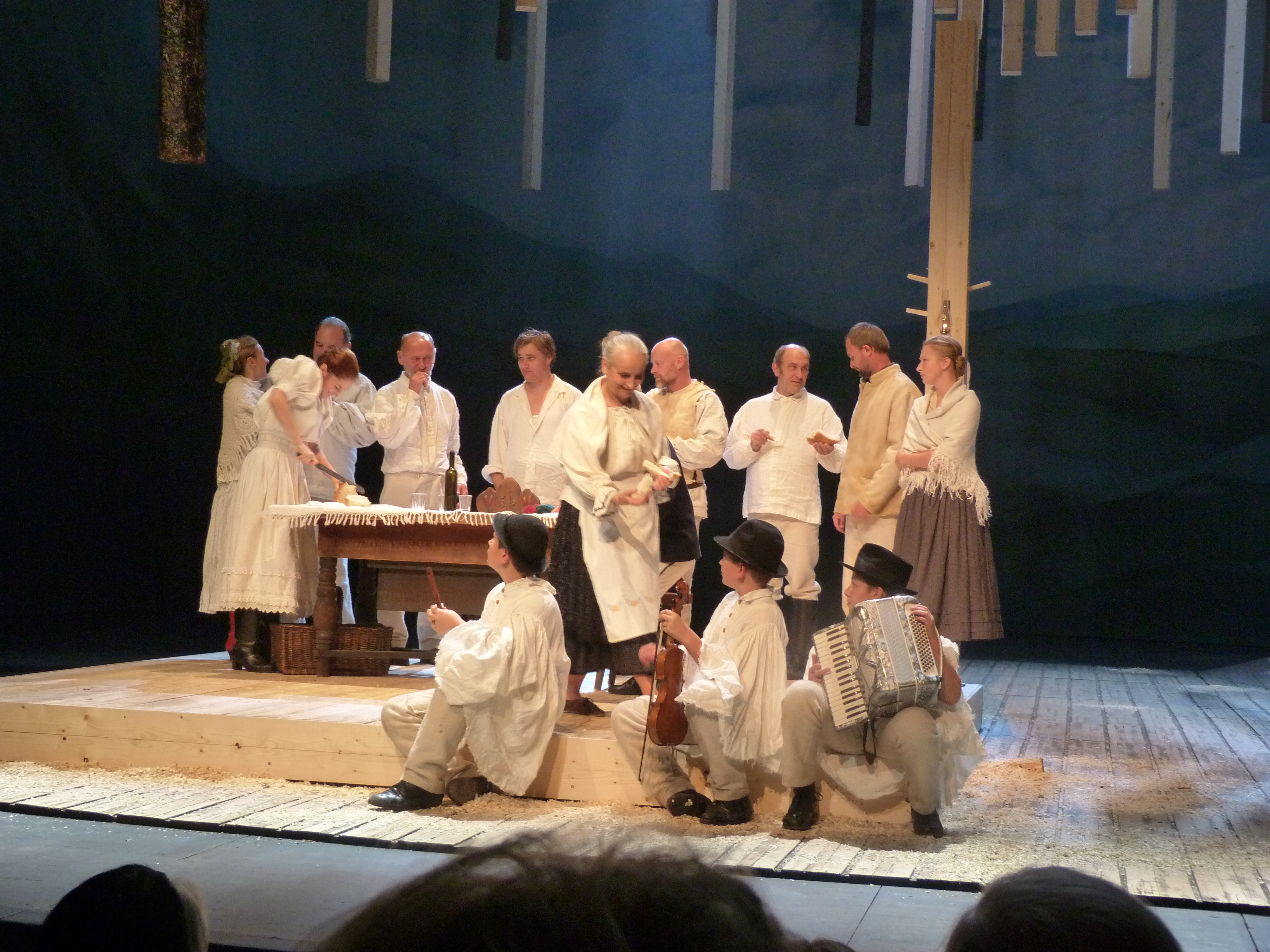
A Vitéz lélek bemutatója a Nemzeti Színházban, 2013 őszén

- Csalóka szivárvány. Színjáték; Minerva Ny., Kolozsvár, 1942 (Az Erdélyi Szépmíves Céh könyvei XIII.)
- Tamási Áron összes novellái; Révai, Bp., 1942
- Téli verőfény. Elbeszélések; Erdélyi Szépmíves Céh, Kolozsvár, 1942 (Erdélyi Szépmíves Céh kiadványa. XIII. sorozat)
- Virrasztás; Révai, Bp., 1943
- A legényfa kivirágzik. Elbeszélések; vál., előszó Kanyár József; Stádium Ny., Bp., 1944 (Nemzeti könyvtár)

### 1945–1966
- Szívbéli barátok. Ifjúsági regény; Révai, Bp., 1946
- Hullámzó vőlegény. Színpadi játék; Révai, Bp., 1947 (Révai könyvtár)
- Zöld ág; Révai, Bp., 1948
- Kikelet. Válogatott elbeszélések; Révai, Bp., 1949
- Bor és víz. Szüreti játék; Művelt Nép, Bp., 1951 (Színjátszók könyvtára)
- Búbos vitéz. Mesejáték; Művelt Nép, Bp., 1952 (Bábszínpad)
- Kossuth nevében. Toborzási jelenet; zene Lajtha László, táncösszeáll. Náfrádi László; Művelt Nép, Bp., 1952 (Színjátszók könyvtára)
- Bölcső és bagoly. Regényes életrajz; Szépirodalmi, Bp., 1953
- Hazai tükör. Krónika. 1832–1853; Ifjúsági, Bp., 1953
- Szegény ördög; Művelt Nép, Bp., 1954 (Bábszínpad)
- Szegénység szárnya. Félszáz elbeszélés; Szépirodalmi, Bp., 1954
- Tamási Áron: Harmat és vér, Szinmű 1956
- Kakasok az édenben. Színpadi játék; Szépirodalmi, Bp., 1956
- Elvadult Paradicsom. Novellák. Összegyűjtött novellák 1922–1936; Szépirodalmi, Bp., 1958
- Világ és holdvilág. Novellák. Összegyűjtött novellák 1936–1957; Szépirodalmi, Bp., 1958
- Hegyi patak – 1959, színmű
- Szirom és Boly. Magyar rege; Szépirodalmi, Bp., 1960
- Játszi remény. Új novellák. Virágszál gyökere, és egy költői elbeszélés, Zöld ág; Szépirodalmi, Bp., 1961
- Akaratos népség, 1-2.; Szépirodalmi, Bp., 1962
- Hétszínű virág; Magvető, Bp., 1963
- Világló éjszaka; Magvető, Bp., 1966

### 1967–1989
- Vadrózsa ága Online hozzáférés; bev. Illés Endre; Szépirodalmi, Bp., 1967
- Énekes madár Online hozzáférés. Székely népi játék; utószó Izsák József; Irodalmi, Bukarest, 1968
- Rendes feltámadás. Válogatott novellák; vál., bev. Sütő András; Irodalmi, Bukarest, 1968
- A bölcső és környéke. Szülőföldem. Részlet; Kriterion, Bukarest, 1976
- Virágos veszedelem; vál. Bessenyei György; Móra, Bp., 1979 (Mókus könyvek)
- Tiszta beszéd. Publicisztikai írások. 1923–1940; összegyűjt., utószó Bernáth Ernő, jegyz. Dávid Gyula; Kriterion, Bukarest, 1981
- Szólít a szülőföld; szöveggond., bev. Z. Szalai Sándor, tan. Illés Endre; Szépirodalmi, Bp., 1985

### 1990–
- Szülőföldem; Szépirodalmi Kvk., Bp., 1990 (Online elérhetőség)
- Egyenes Tóbiás. Novellák; vál. Dávid Gyula, Polis, Kolozsvár, 1994
- Aranyos tekergők. Elfeledett írások; szerk. Urbán V. László; Kertek 2000, Bp., 1998
- Gyökér és vadvirág. Válogatott novellák, 1922–1964; vál., szerk. Tamás Menyhért; Palatinus, Bp., 1999
- Gyertyaláng a szélben; szerk. Annus József; Szabad Föld, Bp., 1999 (Szabad Föld kiskönyvtár)
- Gondolat és árvaság. Esszék, cikkek, útirajzok, riportok. 1923–1935; összegyűjt., szerk., jegyz. Nagy Pál; Palatinus, Bp., 2000
- Hűséges Mártonka; ill. Rusz Lívia; Alexandra, Pécs, 2000
- Szellemi őrség. Esszék, cikkek, útirajzok, 1936–1965; összegyűjt., szerk., jegyz. Nagy Pál; Palatinus, Bp., 2001
- Emberi szavak. Beszélgetések, vallomások, naplójegyzetek; összegyűjt., szerk., jegyz. Nagy Pál; Palatinus, Bp., 2003
- Árnyas szülőföld; vál., szerk. Hunyadi Csaba Zsolt; Lazi, Szeged, 2006
- Kedves otthoniak. Tamási Áron levelezése a farkaslaki családdal; összeáll., szerk., előszó Nagy Pál; Erdélyi Gondolat, Székelyudvarhely, 2006
- Lőrincz József: Kellő igék, megtartó gondolatok. Szentenciák, vallomások Tamási Árontól; Erdélyi Gondolat, Székelyudvarhely, 2007
- Ölelő szeretettel. Válogatott irodalmi levelek; vál., jegyz. Nagy Pál; Palatinus, Bp., 2007
- Publicisztikai írások; Hargita Kiadóhivatal, Csíkszereda, 2015
- A legényfa kivirágzik. Mesék és elbeszélések; vál., szerk. Ugrin Aranka; Móra, Bp., 2015
- Eszmélj, Ábel!; vál., szerk., sajtó alá rend. Urbán László; Helikon, Bp., 2016

## Díjai
- Baumgarten-díj (1929, 1930, 1933, 1943)
- Corvin-koszorú (1940)
- Kossuth-díj (1954)
- Magyar Örökség díj (1997, posztumusz)

## Emlékezete
Özvegye halála előtt Budapesten létrehozta a Tamási Áron Alapítványt, amelynek feladatává tette az író szellemi hagyatékának gondozását, annak anyagi vonatkozásaival együtt. Az Alapítvány elnöke haláláig Sütő András volt, tagjai Ablonczy László, Pálffy G. István, Tamás Menyhért és Ugrin Aranka.
Az Alapítvány az író szellemi hagyatékának kiadótulajdonosa. Erre vonatkozólag az 1960-as évek végi konfliktushelyzet feloldása után megállapodás született Tamási Áron testvéreivel és azok leszármazottaival, aminek eredményeképpen Romániában is elindulhatott az író műveinek kiadása.
Az Alapítvány létrehozta a Tamási Áron Ösztöndíjat, amelyre a székelyudvarhelyi Tamási Áron Gimnázium tanárainak egy kijelölt csoportja évente tesz javaslatot, s annak kedvezményezettje, egyetemre kerülve, tanulmányi ideje alatt anyagi támogatásban részesül.
Az Alapítvány által meghirdetett pályázat nyomán – s támogatásával – jelent meg két Farkaslaka-monográfia: Jakab Rozália: „Nálunk a harangszó elszáll a határig” (Kolozsvár, 1998, és azóta több kiadásban) és Jakab Csaba – Mihály János: Farkaslaka monográfiája (Kolozsvár, 1999).
Az Alapítvány anyagilag támogatja a farkaslaki Tamási Áron Szülőházat, Tamási Áron farkaslaki sírjának gondozását, munkáinak kiadását, s közreműködött a farkaslaki Ágnes néni háza megvételében is.
Az emlékezetápolás legfőbb helyszíne a Tamási Áron Szülőház a Nagy utca 237. sz. alatti házban, amelyben öccse és édesanyja lakott. Ezt 1972-ben, majd 2002-ben renoválták és egyik szobáját az író életére vonatkozó relikviákkal rendezték be. Az ünnepélyes felavatásra 1972. szeptember 24-én került sor, az író születésének 75. évfordulóján. Ugyanekkor avatták fel a falu temetőjének erre a célra kialakított s később parkosított, majd a főút felől székely kapuval ellátott részében a Tamási Áron sírkertet, közelében a Szervátiusz Jenő és Szervátiusz Tibor faragta emlékművel, a „tonnás hegyibeszéd”-del, ahogy Sütő András nevezte. Az emlékmű hatalmas hargitai kőtömbjét – amelynek megszerzésében Bakk Elek székelyudvarhelyi kórházi igazgató-főorvosnak és feleségének voltak kiváló érdemei – a Tamási-novellák domborított faragású alakjai borítják.
A farkaslaki iskola ma Tamási Áron nevét viseli, előkertjében az író 1997-ben felavatott mellszobrával (Sántha Csaba szovátai művész alkotása).
A faluban 1990-ben Tamási Áron Egyesület alakult, amely szerepet játszik az író emlékeinek helyi ápolásában, évfordulós ünnepségek megszervezésében. Elnöke Hadnagy Jolán óvónő. 
A Szülőház eleinte a csíkszeredai megyei múzeum részlegeként működött, gondozója az író öccse, a Vadon nőtt gyöngyvirág c. önéletírása révén akkor már ismert Tamási Gáspár lett, majd halála után Erzsi húga (Sipos Ferencné), utóbb, Erzsi néni halála után az ő fia, Sipos Mátyás. Az 1990-es években a Szülőház feletti felügyeletet átvette a székelyudvarhelyi Haáz Rezső Múzeum, ill. a Farkaslaki Önkormányzat. Berendezését az egykori szülőház bútoraiból állították össze, őrzik az író bölcsőjét, diákkori ágyát, van ott továbbá egy asztal, festett láda, falitéka, katonaláda, fogas, petróleumlámpa, csikókályha. Tamási Gáspár halála után az egész ház emlékmúzeummá alakult: a régi berendezés a hátsó szobában maradt, az első szoba az 1990-es években, a Petőfi Irodalmi Múzeum segítségével, az író életét és munkásságát bemutató kiállítással bővült. A tárlókban Tamási Áron műveinek különböző kiadásai, román, angol, lengyel, cseh, szerb, szlovén nyelven fordításban megjelent kötetek, róla megjelent könyvek példányai, a falakon életét bemutató fényképek, írásos dokumentumok. A Szülőházban őrzik az Ősvigasztalás kéziratát, az író családi vonatkozású leveleit, színházi műsorfüzeteket, a gyászjelentéseket. A relikviákat az író testvérei: Tamási Gáspár, Fancsaliné Tamási Ágnes, Lepedusné Tamási Anna és Siposné Tamási Erzsébet ajándékozták az emlékháznak. Az özvegy, Ágota asszony albumba foglalta az író életpályáját végigkísérő fotókat, ezt az albumot szintén a Szülőház őrzi. A falakon Tamási Áronról készített rajzok, festmények (Nagy Imre, Cseh Gusztáv, Medve Sándor munkái).
Tamási Áron hazalátogatva többnyire nővérénél, Fancsaliné Tamási Ágnesnél szállt meg. Mivel Fancsaliéknak sem volt gyermekük, itt talált az alkotómunkához megfelelő nyugalmat, itt született a Szülőföldem s később néhány novella, színdarab, jelenet. Ágnes néni háza halála után eladóvá vált. Tamási Áron özvegye kezdeményezésére, anyagi hozzájárulásával az EMKE és az 1990-ben Farkaslakán alakult Tamási Áron Egyesület megvásárolta.

## Származása
| Tamási Áron, eredetileg Tamás János (Farkaslaka, 1897. szept. 19. – Budapest, 1966. máj. 26. író, róm. kat. | Apja: Tamás Dénes (Farkaslaka, 1866. dec. 11.– ?) földműves, róm. kat.                                | Apai nagyapja: Tamás Márton (Farkaslaka, 1839. máj. 30.-?) róm. kat.                                              | Apai nagyapai dédapja: Tamás Péter (Farkaslaka, 1811?-1862. dec. 11.)                                                       | Apai nagyapai ükszülők: Tamás Márton községi jegyző (1769?-1836. okt. 17./ +kolera) és Bálint Borbála                           | Apai nagyapai szépszülők: ?Tamás Péter (Farkaslaka, 1724. márc. 08.-?) és Péter Mária Házasság: Farkaslaka, 1746. szept. 18. | Apai nagyapai ősszülők: "Thamási" István (1701?-1761. szept. 13.) és Vass Margit (Márta) (1690?-1749.ápr.05.)                                            | Ősapa:?Tamás János (1669?-1719 pestis?) "veres Darabont" -1695 után települ Szentlélekre (vsz. Máréfalváról), de előtte 6-7 évet lakott Lengyelfalván. 1708-ban már nincs a szentléleki "registrum"-ban,1712-ben már Farkaslakán találjuk. | Vsz. Tamás Mihályné Anna (?-1721.ápr.11. Farkaslaka) |
| Tamási Áron, eredetileg Tamás János (Farkaslaka, 1897. szept. 19. – Budapest, 1966. máj. 26. író, róm. kat. | Apja: Tamás Dénes (Farkaslaka, 1866. dec. 11.– ?) földműves, róm. kat.                                | Apai nagyapja: Tamás Márton (Farkaslaka, 1839. máj. 30.-?) róm. kat.                                              | Apai nagyapai dédanyja: Nagy Sára (Farkaslaka, 1816. márc. 17.-1882. okt. 17.)/ Házasság: Farkaslaka, 1836. aug. 08.        | Apai nagyapai ükszülők: Nagy Zsigmond és Dénes Anna                                                                             | | | | |
| Tamási Áron, eredetileg Tamás János (Farkaslaka, 1897. szept. 19. – Budapest, 1966. máj. 26. író, róm. kat. | Apja: Tamás Dénes (Farkaslaka, 1866. dec. 11.– ?) földműves, róm. kat.                                | Apai nagyanyja: Nagy Sára (Farkaslaka, 1838. dec. 22.-?) róm. kat./ Házasság: 1867. jan. 17.                      | Apai nagyanyai dédapja: Nagy Zsigmond (Farkaslaka, 1815. máj. 08.-?)                                                        | Apai nagyanyai ükszülők: Nagy István és Barta Anna                                                                              | | | | |
| Tamási Áron, eredetileg Tamás János (Farkaslaka, 1897. szept. 19. – Budapest, 1966. máj. 26. író, róm. kat. | Apja: Tamás Dénes (Farkaslaka, 1866. dec. 11.– ?) földműves, róm. kat.                                | Apai nagyanyja: Nagy Sára (Farkaslaka, 1838. dec. 22.-?) róm. kat./ Házasság: 1867. jan. 17.                      | Apai nagyanyai dédanyja: Hajdó Katalin (Szentlélek, 1814. ápr. 08.-?) / Házasság:Farkaslaka, 1834. ápr. 07.                 | Apai nagyanyai ükszülők: Hajdó János (Szentlélek, 1785.jún.28.-?) és Lengyel Erzsébet / Házasság:Szentlélek, 1807.máj.29.       | Apai nagyanyai szépszülők: Hajdó András (Szentlélek, 1745.nov.29.-?) és Berkeczi Borbála (Szentlélek, 1749.ápr.17.-?)        | Apai nagyapai ősszülők: Hajdó András (Szentlélek,1714?-1782.dec.29.) és Lakatos Erzsébet (Malomfalva, 1720.nov.17.-?) Házasság: Szentlélek, 1745.jan.24. | Ősszülők: ? Hajdó István (1691?-1738.márc.02.) és Antal Borbála (1694?-?) | ?Hajdó István és Sebestyén Judit (Szentlélek,1666?-1722.febr.11.) Megjegyzés: Judit apja Sebestyén János szentléleki (1629?-1708-ban él), nagyapja Sebestyén János Szentlélekre költözik (1600?-1649-ben él), dédapja fancsali Fancsali Sebestyén (sz. 1570 körül) |
| Tamási Áron, eredetileg Tamás János (Farkaslaka, 1897. szept. 19. – Budapest, 1966. máj. 26. író, róm. kat. | Anyja: Fancsali Márta róm. kat. (Farkaslaka, 1870. okt. 13. - ?) Házasság: Farkaslaka, 1891. jan. 26. | Anyai nagyapja: Fancsali Mózes (Farkaslaka, 1841. jún. 20.-?) róm. kat.                                           | Anyai nagyapai dédapja: Fancsali Tamás "nobiles" ( Farkaslaka?,1803-1865.máj.09. Farkaslaka)                                | | | | | |
| Tamási Áron, eredetileg Tamás János (Farkaslaka, 1897. szept. 19. – Budapest, 1966. máj. 26. író, róm. kat. | Anyja: Fancsali Márta róm. kat. (Farkaslaka, 1870. okt. 13. - ?) Házasság: Farkaslaka, 1891. jan. 26. | Anyai nagyapja: Fancsali Mózes (Farkaslaka, 1841. jún. 20.-?) róm. kat.                                           | Anyai nagyapai dédanyja: Czincziri (Andrási) Borbála (Oroszhegy, 1806-?)/Házasság: Oroszhegy, 1826. júl. 10.                | Anyai nagyapai ükszülők: Czincziri András (Oroszhegy, 1778-1854.máj.16. Oroszhegy) és Jakab Erzsébet Házasság: Oroszhegy, 1800. | Anyai nagyapai szépszülők: Czincziri András (?-1829, Oroszhegy) és Dombi Borbála/Házasság: Oroszhegy, 1772                   | | | |
| Tamási Áron, eredetileg Tamás János (Farkaslaka, 1897. szept. 19. – Budapest, 1966. máj. 26. író, róm. kat. | Anyja: Fancsali Márta róm. kat. (Farkaslaka, 1870. okt. 13. - ?) Házasság: Farkaslaka, 1891. jan. 26. | Anyai nagyanyja: Pakot Julianna (Farkaslaka, 1844. jan. 05.- 1915. szept. 10.) róm. kat./Házasság: 1868. jan. 17. | Anyai nagyanyai dédapja: Pakot Bálint „Geczi” (Farkaslaka, 1815. febr. 13. – 1883. febr. 3.)                                | Anyai nagyanyai ükszülők: Pakot Bálint és Nagy Ilona                                                                            | | | | |
| Tamási Áron, eredetileg Tamás János (Farkaslaka, 1897. szept. 19. – Budapest, 1966. máj. 26. író, róm. kat. | Anyja: Fancsali Márta róm. kat. (Farkaslaka, 1870. okt. 13. - ?) Házasság: Farkaslaka, 1891. jan. 26. | Anyai nagyanyja: Pakot Julianna (Farkaslaka, 1844. jan. 05.- 1915. szept. 10.) róm. kat./Házasság: 1868. jan. 17. | Anyai nagyanyai dédanyja: Albert Borbála (Farkaslaka, 1822. okt. 20.–1890. júl. 9.) / Házasság: Farkaslaka, 1843. febr. 20. | Anyai nagyanyai ükszülők: Albert Antal és Pakot Borbála / Házasság: Farkaslaka, 1819. júl. 18.                                  | | | | |